# Labry
Labry est une commune française située dans le département de Meurthe-et-Moselle, en région Grand Est.

## Géographie
| Abbéville-lès-Conflans |       | Hatrize   |
| Conflans-en-Jarnisy    | Labry | Giraumont |
|                        | Jarny |           |

### Hydrographie

#### Réseau hydrographique
La commune est dans le bassin versant du Rhin au sein du bassin Rhin-Meuse. Elle est drainée par le ruisseau des Rus et l'Orne,.

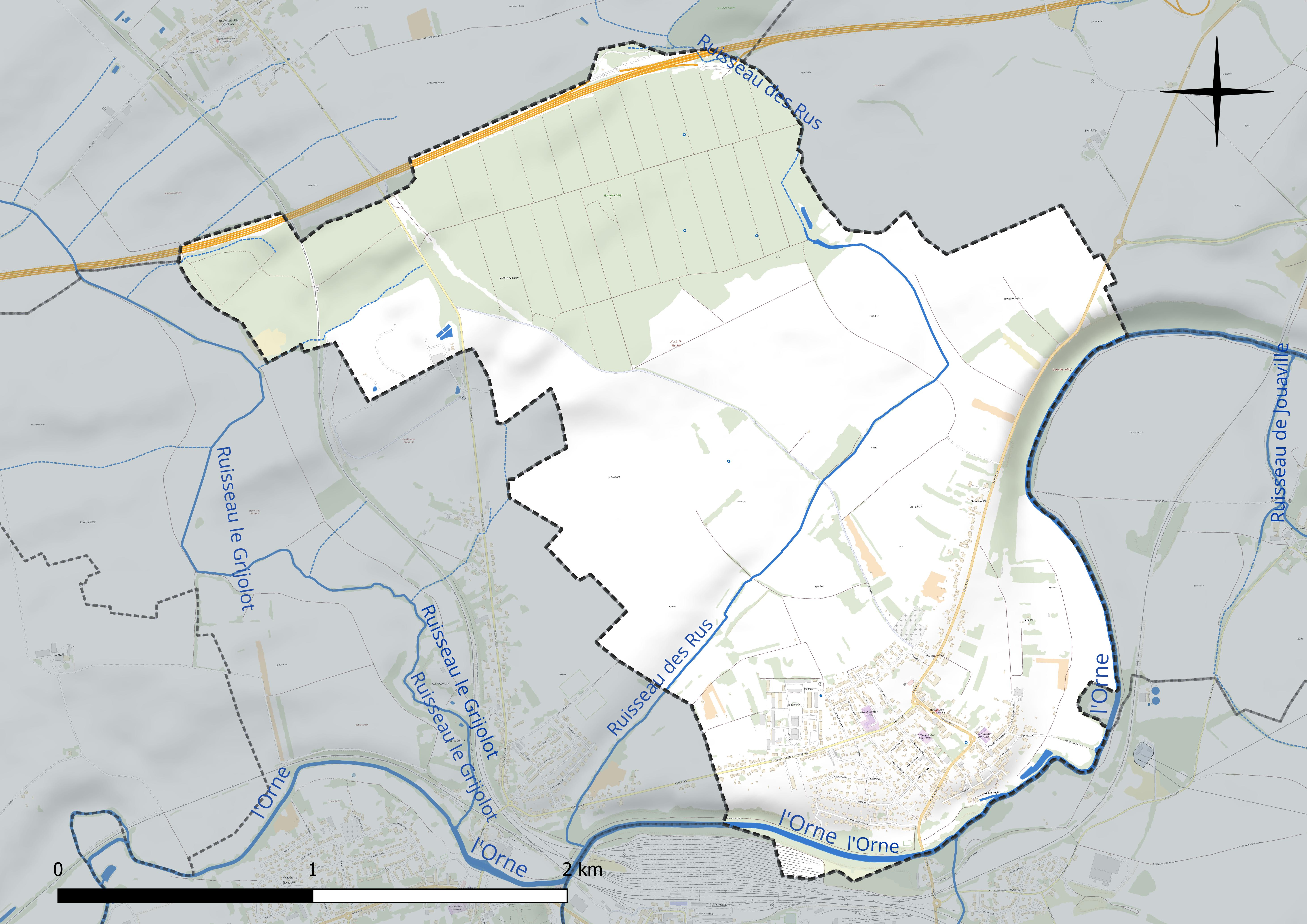
Réseau hydrographique de Labry.

#### Gestion et qualité des eaux
Le territoire communal est couvert par le schéma d'aménagement et de gestion des eaux (SAGE) « Bassin ferrifère ». Ce document de planification concerne le périmètre des anciennes galeries des mines de fer, des aquifères et des bassins versants hydrographiques associés qui s'étend sur 2 418 km2. Les bassins versants concernés sont celui de la Chiers en amont de la confluence avec l'Othain et ses affluents (la Crusnes, la Pienne, l'Othain), celui de l'Orne et ses affluents et celui de la Fensch, le Veymerange, la Kiesel et les parties françaises du bassin versant de l'Alzette et de ses affluents (Kaylbach, ruisseau de Volmerange). Il a été approuvé le 27 mars 2015. La structure porteuse de l'élaboration et de la mise en œuvre est la région Grand Est. 
La qualité des cours d'eau peut être consultée sur un site dédié géré par les agences de l'eau et l'Agence française pour la biodiversité. 

### Climat
Pour des articles plus généraux, voir Climat du Grand Est et Climat de Meurthe-et-Moselle.
En 2010, le climat de la commune est de type climat des marges montargnardes, selon une étude du Centre national de la recherche scientifique s'appuyant sur une série de données couvrant la période 1971-2000. En 2020, Météo-France publie une typologie des climats de la France métropolitaine dans laquelle la commune est exposée à un climat semi-continental et est dans la région climatique  Lorraine, plateau de Langres, Morvan, caractérisée par un hiver rude (1,5 °C), des vents modérés et des brouillards fréquents en automne et hiver. 
Pour la période 1971-2000, la température annuelle moyenne est de 9,6 °C, avec une amplitude thermique annuelle de 16,7 °C. Le cumul annuel moyen de précipitations est de 788 mm, avec 12,1 jours de précipitations en janvier et 9,1 jours en juillet. Pour la période 1991-2020, la température moyenne annuelle observée sur la station météorologique de Météo-France la plus proche, « Doncourt-lès-Conflans », sur la commune de Doncourt-lès-Conflans à 5 km à vol d'oiseau, est de 10,7 °C et le cumul annuel moyen de précipitations est de 710,3 mm. 
La température maximale relevée sur cette station est de 40,9 °C, atteinte le 25 juillet 2019 ; la température minimale est de −16,5 °C, atteinte le 26 décembre 2010,,. 
Les paramètres climatiques de la commune ont été estimés pour le milieu du siècle (2041-2070) selon différents scénarios d'émission de gaz à effet de serre à partir des nouvelles projections climatiques de référence DRIAS-2020. Ils sont consultables sur un site dédié publié par Météo-France en novembre 2022.

## Urbanisme

### Typologie
Au 1er janvier 2024, Labry est catégorisée petite ville, selon la nouvelle grille communale de densité à sept niveaux définie par l'Insee en 2022.
Elle appartient à l'unité urbaine de Jarny, une agglomération intra-départementale regroupant trois  communes, dont elle est une commune de la banlieue,,. Par ailleurs la commune fait partie de l'aire d'attraction de Metz, dont elle est une commune de la couronne,. Cette aire, qui regroupe 245 communes, est catégorisée dans les aires de 200 000 à moins de 700 000 habitants,.

### Occupation des sols
L'occupation des sols de la commune, telle qu'elle ressort de la base de données européenne d'occupation biophysique des sols Corine Land Cover (CLC), est marquée par l'importance des territoires agricoles (56,5 % en 2018), en diminution par rapport à 1990 (62,1 %). La répartition détaillée en 2018 est la suivante : terres arables (46,1 %), forêts (27,7 %), zones urbanisées (12,3 %), prairies (10,4 %), mines, décharges et chantiers (3 %), zones industrielles ou commerciales et réseaux de communication (0,5 %). L'évolution de l’occupation des sols de la commune et de ses infrastructures peut être observée sur les différentes représentations cartographiques du territoire : la carte de Cassini (XVIIIe siècle), la carte d'état-major (1820-1866) et les cartes ou photos aériennes de l'IGN pour la période actuelle (1950 à aujourd'hui).

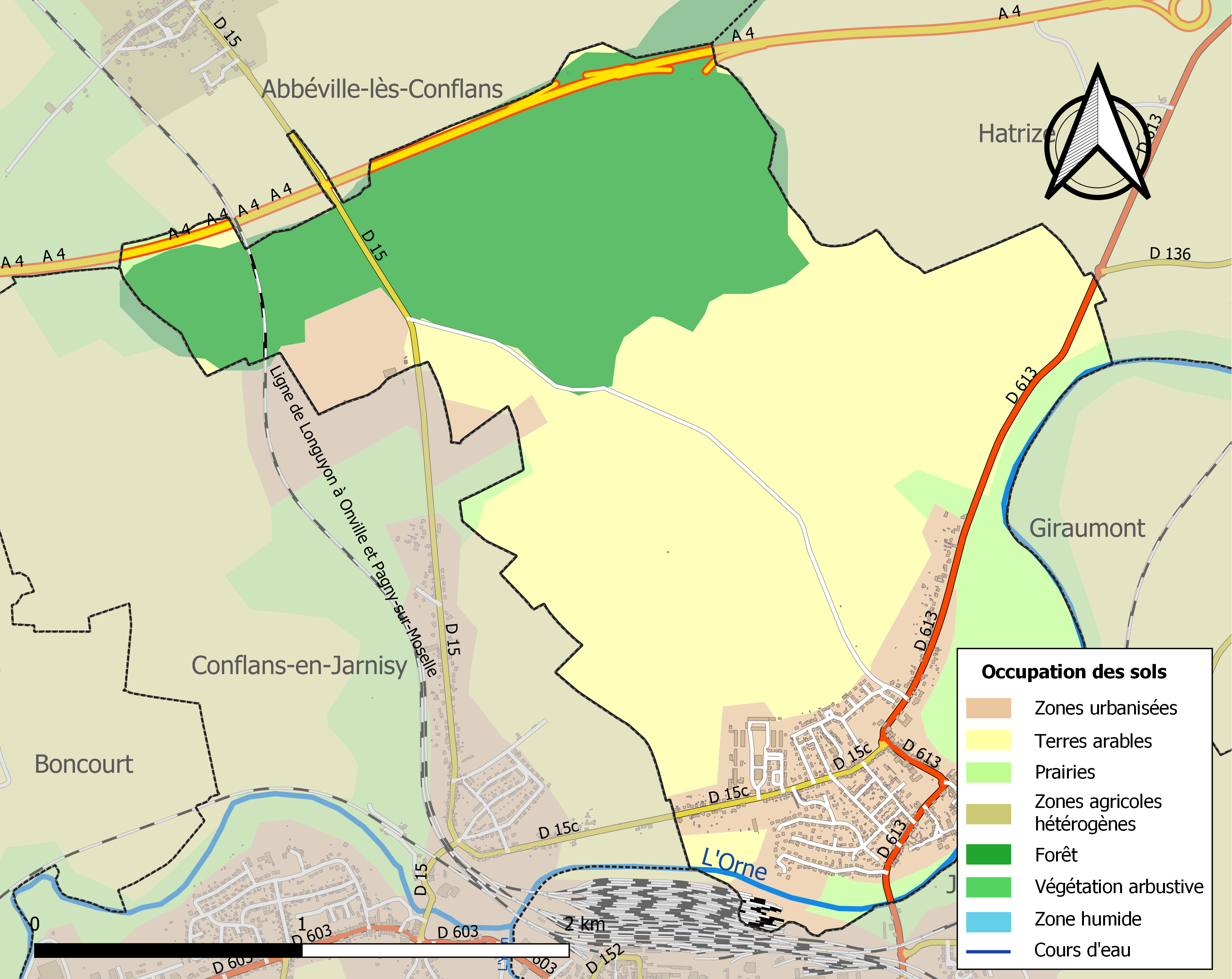
Carte des infrastructures et de l'occupation des sols de la commune en 2018 (CLC).

## Histoire
- Présence mérovingienne[réf. nécessaire].
- Seigneurie mentionnée en 1401[Où ?][réf. nécessaire].
- En 1817, Labry, est un village de l'ancienne province du Barrois sur l'Orne[réf. nécessaire]. À cette époque, il y a 385 habitants répartis dans 75 maisons[réf. nécessaire].

Située à mi-distance de Metz et de Verdun, Labry a subi au cours de la Première Guerre mondiale une occupation continue des troupes allemandes. Envahi dès le 6 août 1914, trois jours après la déclaration de guerre, ce village mosellan n'est libéré que le 17 novembre 1918, au terme de 1 561 jours d'occupation.

## Politique et administration

### Liste des maires
| Période                                  | Période   | Identité      | Étiquette | Qualité |
| ---------------------------------------- | --------- | ------------- | --------- | --- |
| Les données manquantes sont à compléter. |           |               |           | |
| 1989                                     | mars 2014 | Jean Courcoux | PS        | |
| mars 2014                                | En cours  | Luc Ritz,     | PCF       | Cadre de la fonction publique, président de la communauté de communes Orne Lorraine Confluences (depuis 2020). |

## Population et société

### Gentilé
Les habitants de Labry sont appelés Labrysiens et Labrysiennes.

### Démographie
L'évolution du nombre d'habitants est connue à travers les recensements de la population effectués dans la commune depuis 1793. Pour les communes de moins de 10 000 habitants, une enquête de recensement portant sur toute la population est réalisée tous les cinq ans, les populations de référence des années intermédiaires étant quant à elles estimées par interpolation ou extrapolation. Pour la commune, le premier recensement exhaustif entrant dans le cadre du nouveau dispositif a été réalisé en 2008.

En 2022, la commune comptait 1 564 habitants, en évolution de +0,9 % par rapport à 2016 (Meurthe-et-Moselle : −0,13 %, France hors Mayotte : +2,11 %).
| 1793 | 1800 | 1806 | 1821 | 1836 | 1841 | 1861 | 1866 | 1872 |
| ---- | ---- | ---- | ---- | ---- | ---- | ---- | ---- | ---- |
| 350  | 337  | 323  | 371  | 394  | 394  | 414  | 418  | 376  |

| 1876 | 1881 | 1886 | 1891 | 1896 | 1901 | 1906 | 1911 | 1921  |
| ---- | ---- | ---- | ---- | ---- | ---- | ---- | ---- | ----- |
| 435  | 410  | 424  | 369  | 364  | 363  | 451  | 701  | 1 005 |

| 1926  | 1931  | 1936  | 1946  | 1954  | 1962  | 1968  | 1975  | 1982  |
| ----- | ----- | ----- | ----- | ----- | ----- | ----- | ----- | ----- |
| 1 183 | 1 054 | 1 131 | 1 151 | 1 171 | 1 419 | 1 456 | 1 345 | 1 301 |

| 1990  | 1999  | 2006  | 2008  | 2013  | 2018  | 2022  | - | - |
| ----- | ----- | ----- | ----- | ----- | ----- | ----- | - | - |
| 1 486 | 1 578 | 1 659 | 1 682 | 1 565 | 1 582 | 1 564 | - | - |

### Manifestations culturelles et festivités
Le 3 juillet 2016 Labry a accueilli le 8e festival des Vieilles mécaniques.

## Économie
En 2013, Labry compte 47 entreprises implantées sur son territoire dont 21 entreprises de commerces et services soit 44,7 %. En 2013, la commune de Labry comptabilise 14 entreprises de 1 à 9 salariés (soit 29,8 %) et 8 entreprises de plus de 10 salariés (soit 17 %).

## Culture locale et patrimoine

### Lieux et monuments

#### Édifices civils
Plusieurs lieux et monuments témoignent de l'histoire de Labry :
- le château communément appelé tour Mahuet, du nom de la famille des seigneurs de Labry qui l'ont édifiée et possédée de l'an 1500 environ jusqu'en 1760, date à laquelle ils l'ont cédée à la famille Olry qui l'a gardée dans son patrimoine jusqu'au début du XXe siècle. Il a été occupé par l'armée allemande pendant la Première Guerre mondiale alors que la famille Bertrand en était propriétaire ; les bâtiments annexes ont été rasés en 1988 pour cause de vétusté. La tour restante a été ensuite réhabilitée avec la volonté de l'ancien maire Jean Courcoux et abrite régulièrement des expositions[27]. Elle conserve des archères sur la façade nord et fait l'objet d'un classement au titre des monuments historiques (MH) par arrêté du 4 juillet 2006[28] ;
- à l'ouest du château subsistent les vestiges d'une motte féodale — enceinte quadrangulaire de 80 m de côté, entourée de fossés remplis d'eau et antérieure à l'édification de la tour[27] — qui fait l'objet d'un classement au titre des MH par arrêté du 24 décembre 1991[29] ;
- l'hospice du XIXe siècle ;
- la ferme du Colombier, située 12 rue Jules-Rollin — composée d'une cour, un pigeonnier, un four à pain construit en 1561 et remanié aux XVIIIe et XIXe siècles — fait l'objet d'un classement au titre des MH par arrêté du 6 mars 1995[30] ;
- le moulin du XIVe siècle ;
- le cimetière militaire français-allemand-soviétique qui abrite un ossuaire avec les corps de 825 Français ainsi que les sépultures de 865 Allemands et 358 Soviétiques[31].

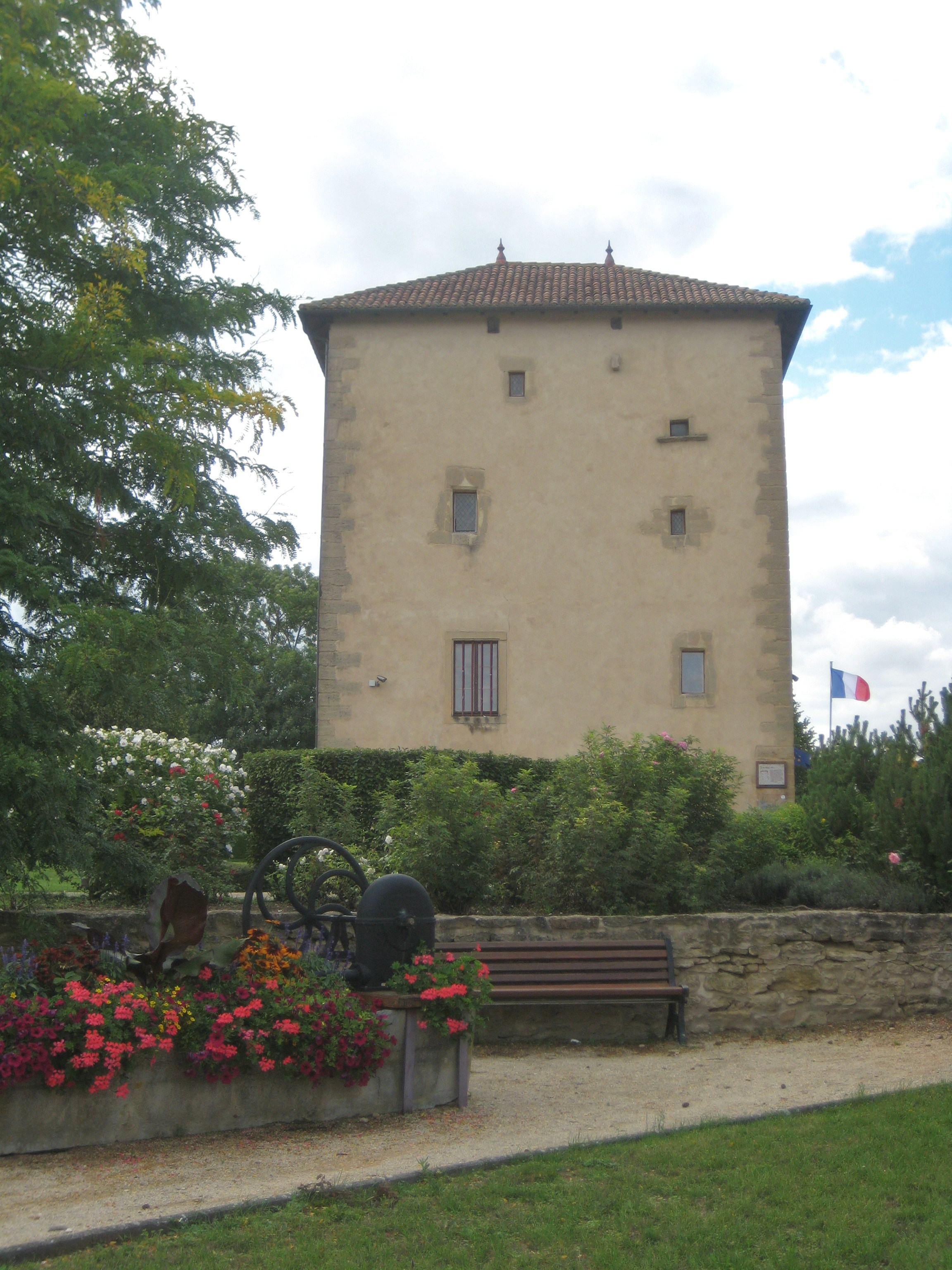
Château tour Mahuet.
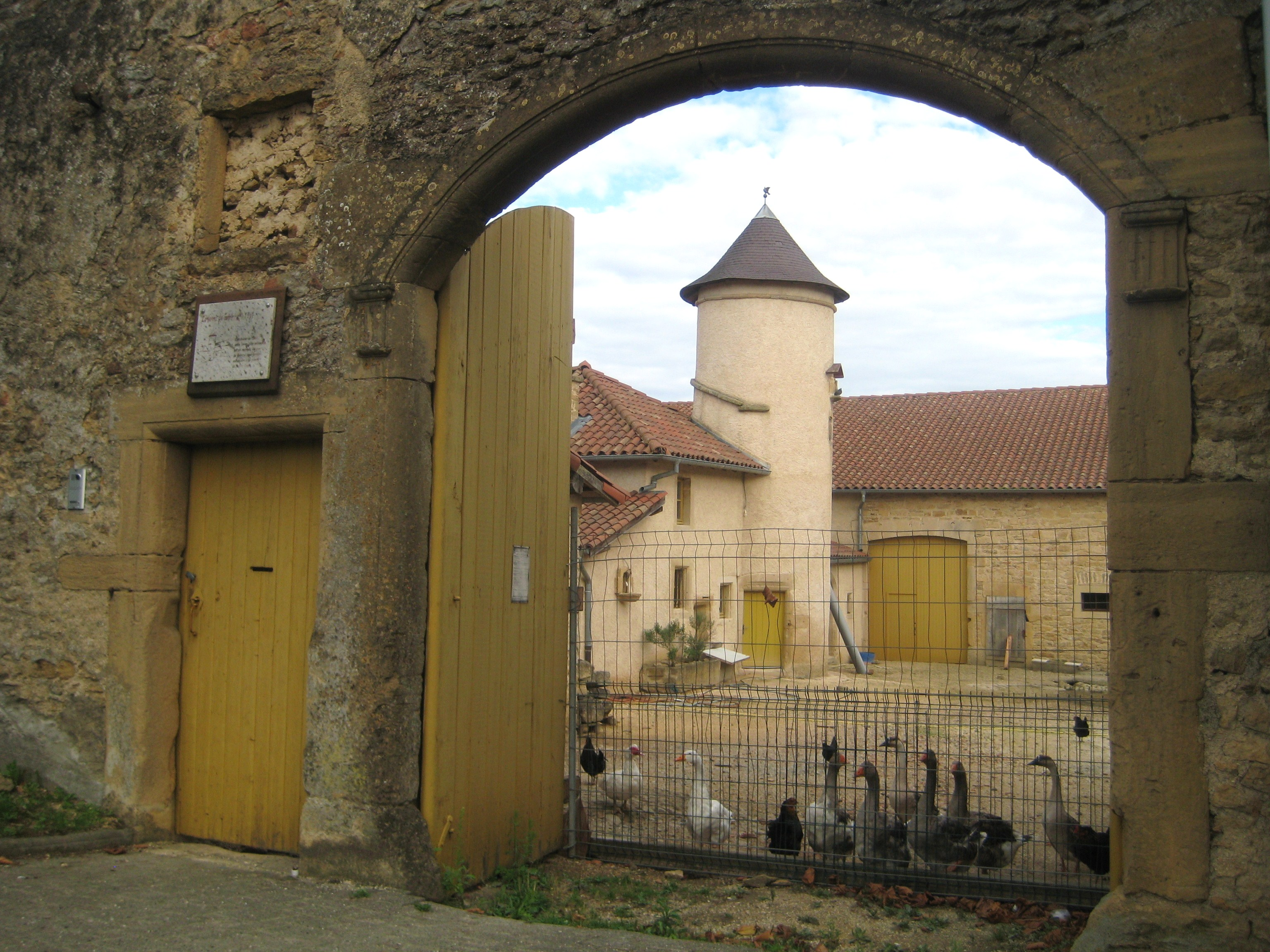
Ferme du Colombier.
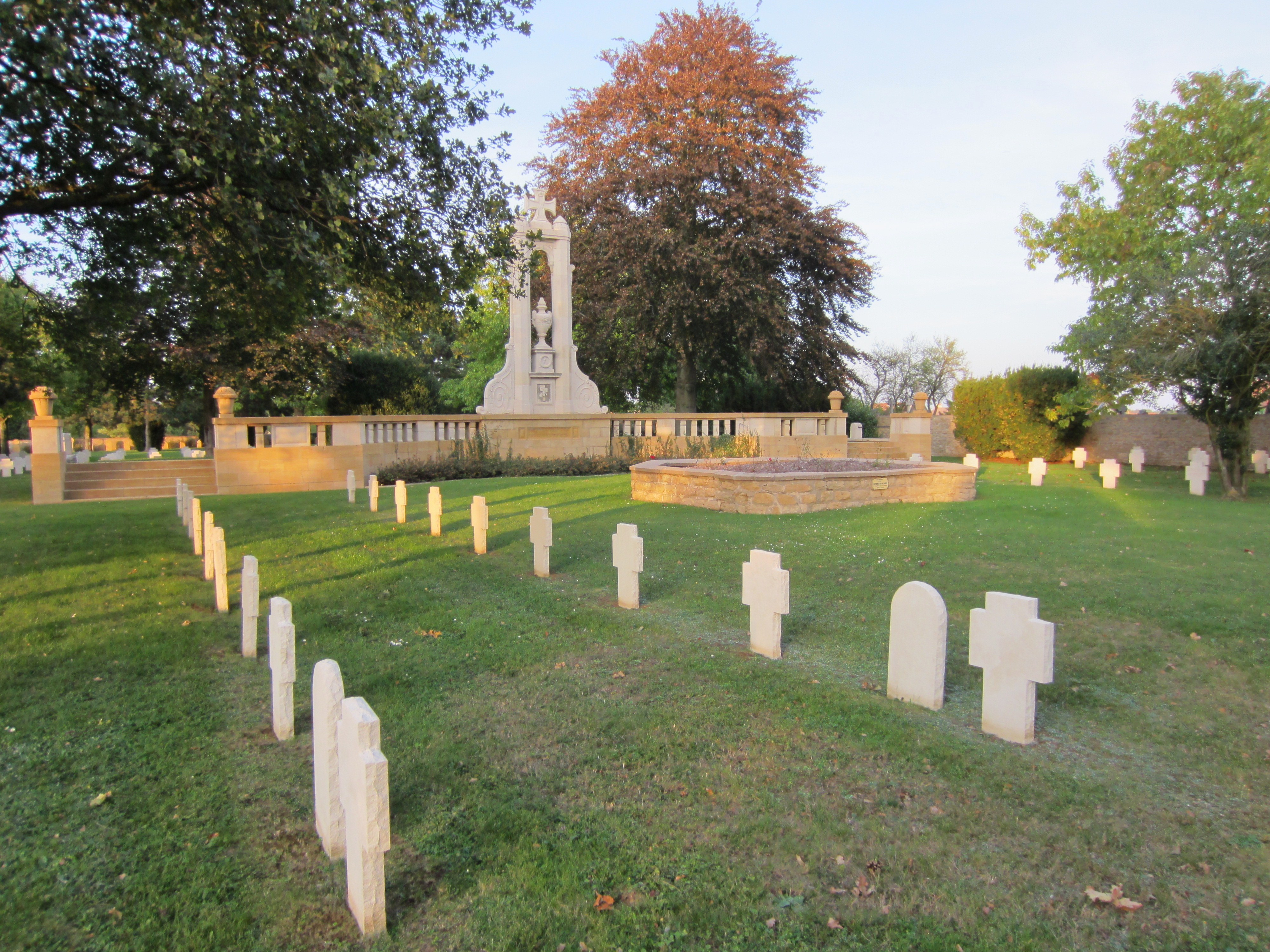
Cimetière militaire 1914-1918.

#### Édifices religieux
Labry possède deux édifices religieux remarquables : l'église paroissiale Saint-Gorgon construite en 1836-1837 sur l'emplacement d'une église du XVe siècle et la chapelle Saint-Roch construite au début de la 2e moitié du XIXe siècle (1854 date portée) — à l'occasion de l'épidémie de choléra — en reconnaissance à saint Roch pour le remercier d'avoir épargné la population ; son élévation principale s'apparente fortement à celle des ossuaires du Pays Haut.

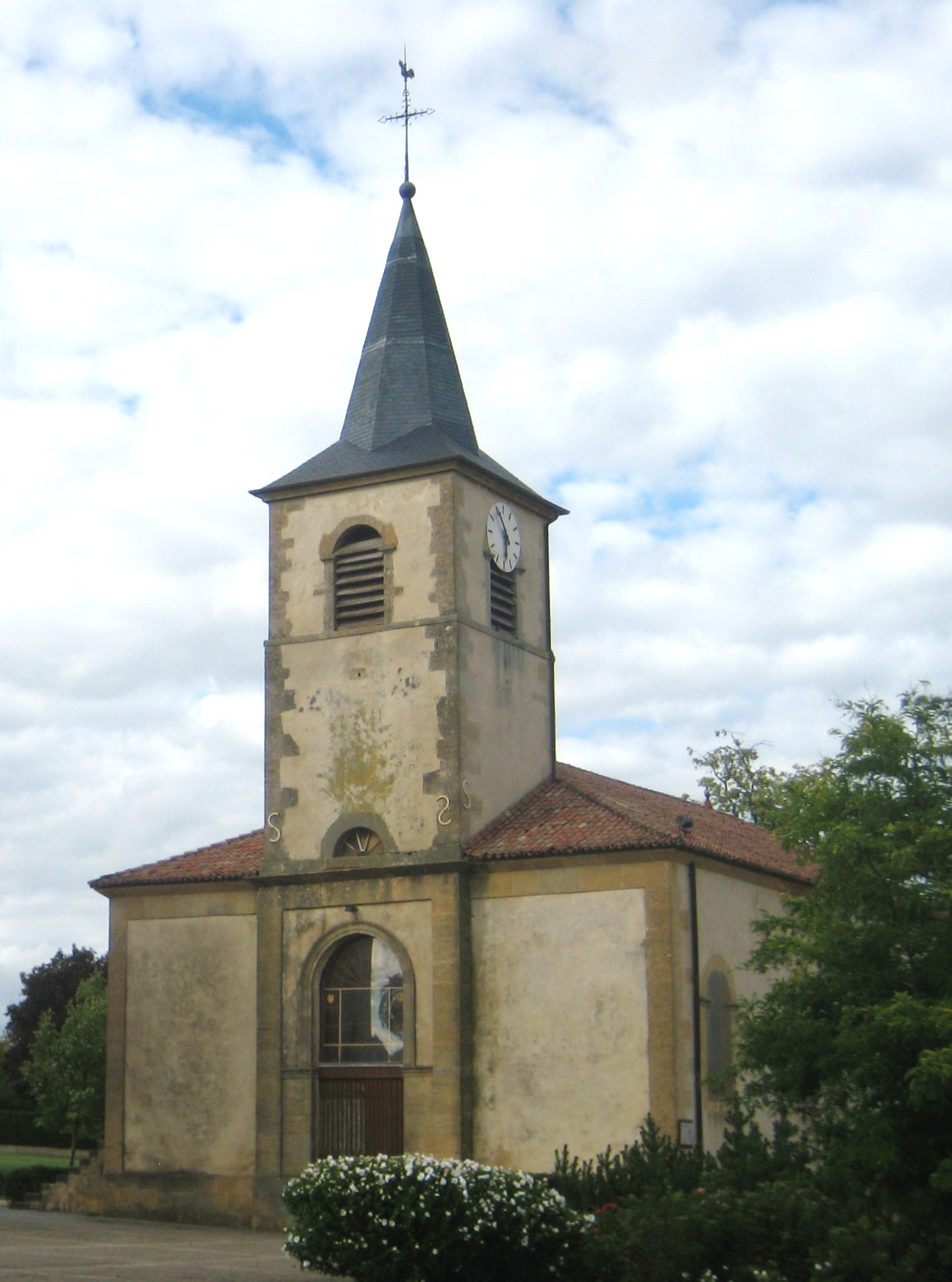
Église paroissiale Saint-Gorgon.
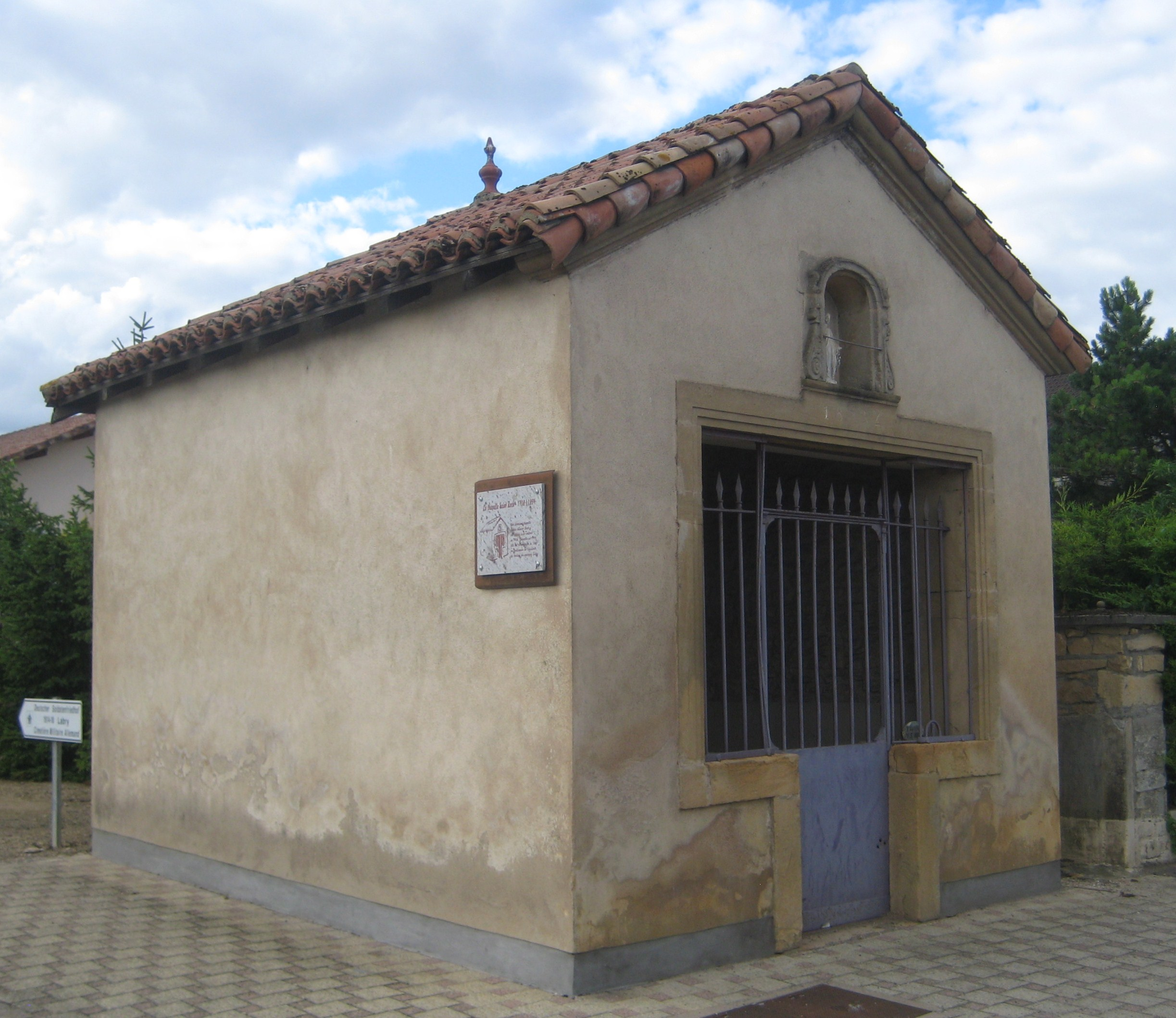
Chapelle Saint-Roch.

### Personnalités liées à la commune
Une rue de Labry porte le nom du lieutenant Drieux, officier du 16e bataillon de chasseurs à pied (16e BCP), cantonné à Labry, mortellement blessé le 6 août 1914.

### Héraldique
| Blason de Labry | Blason  | D'azur à la fasce d'argent accompagnée en chef d'un lion léopardé, d'or armé et lampassé de gueules et en pointe d'une quintefeuille d'or. |
| Blason de Labry | Détails | Le statut officiel du blason reste à déterminer.                                                                                           |

Il s'agit du blason de la famille Olry dont les membres ont été les seigneurs du lieu aux XVIIe et XVIIIe siècles. On retrouve ces armes scellées dans le mur de l'église. Une rue de la localité est nommée rue Gabriel-Olry-de-Labry. C'est pour ces raisons que le conseil municipal a adopté ce blason en 1991. Auparavant la commune utilisait le blason des Mahuet, seigneurs de Labry au XVIe siècle.